# Vilmos Győry

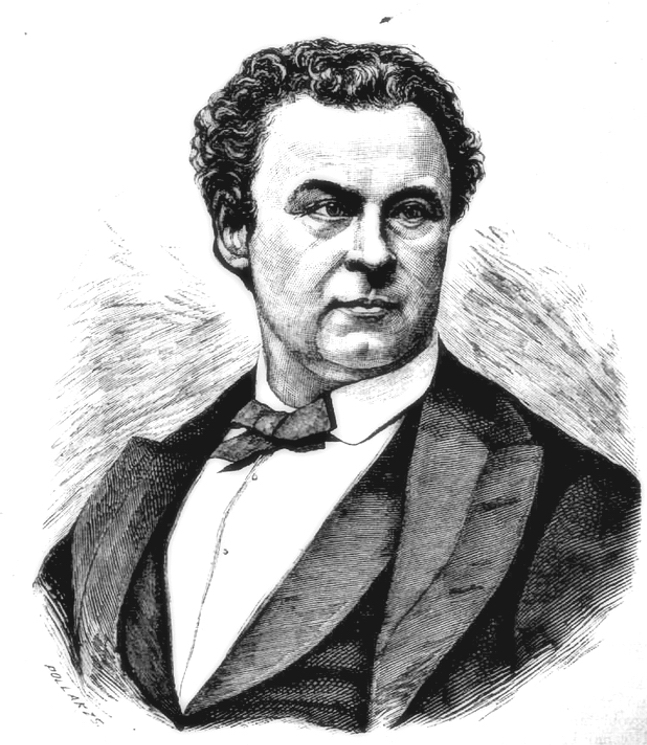
Porträt von Vilmos Győry (1885)

Vilmos Győry (* 7. Januar 1838 in Raab; † 14. April 1885 in Budapest) war ein ungarischer Schriftsteller und Übersetzer.

## Leben
Győry studierte in Pest und Berlin Theologie, er wurde 1862 evangelischer Pfarrer in Orosháza und 1877 in Budapest.
Er schrieb treffliche Erzählungen und Jugendschriften und erwarb sich eine hervorragende Stellung in der ungarischen Literatur besonders durch seine formvollendeten Übersetzungen. 1867 gewann er mit seiner Übertragung der Frithjofssage ins Ungarische einen Preis. Calderons La vida es sueño und Moretos El Desdén con el Desdén wurden im Pester Nationaltheater in Győrys Übersetzungen aufgeführt.
Zur Shakespeare-Ausgabe der Kisfaludy-Gesellschaft, deren Mitglied er war, lieferte er die Übersetzung von Ende gut, alles gut, und im Auftrag ebendieser Gesellschaft übersetzte er Cervantes’ Don Quijote. Zuletzt gab er einen Band: Von schwedischen Dichtern (1882), sowie spanische Romanzen u. a. heraus. Győry war auch Mitglied der ungarischen Akademie.
Dieser Artikel basiert auf einem gemeinfreien Text aus Meyers Konversations-Lexikon, 4. Auflage von 1888 bis 1890.
| Personendaten    | Personendaten                             |
| ---------------- | ----------------------------------------- |
| NAME             | Győry, Vilmos                             |
| KURZBESCHREIBUNG | ungarischer Schriftsteller und Übersetzer |
| GEBURTSDATUM     | 7. Januar 1838                            |
| GEBURTSORT       | Raab                                      |
| STERBEDATUM      | 14. April 1885                            |
| STERBEORT        | Budapest                                  |